# Onze-Lieve-Vrouw-van-Lourdeskapel (Drongen)
De Onze-Lieve-Vrouw-van-Lourdeskapel, (ook het kapelleken in de Goedjens genoemd) is een bakstenen kapel in neogotische stijl gelegen aan de splitsing van de Amand Casier de ter Bekenlaan (Mariakerke) en de Beekstraat (Drongen). De kapel is opgebouwd met twee traveeën onder een zadeldak met leien. De zijgevels hebben twee spitsboogvensters en in de achtergevel zit een achtlobbige oculus met een gebrandschilderde afbeelding ter ere van het Heilig Hart. Boven op de voorgevel staat een metalen kruis. 
Het interieur bestaat uit een bepleisterde ruimte afgedekt door een tongewelf in hout. De ruimte wordt verdeeld door een eikenhouten tussenschot waarachter een altaar met het houten beeld van Onze-Lieve-Vrouw van Lourdes. De kapel wordt afgesloten door een tweedelige spitsboogvormige deur.

## Geschiedenis
Kort na het mirakel in Oostakker werd in opdracht van Juffrouw Theresia Van den Hecke, recht tegenover de ingang van haar buitengoed het kasteel Ter Beken, een kapel opgericht ter ere van Onze-Lieve-Vrouw van Lourdes. Het ontwerp is waarschijnlijk van architect Auguste van Assche. De kapel werd door pastoor Karel Libert en deken Viktor d’Hoop in 1879 ingewijd. Juffrouw Theresia van den Hecke liet bij testament in 1899 de kapel over aan pastoor Robert de la Kethulle de Ryhove van de Sint-Coletaparochie in Gent. Op zijn beurt maakte hij bij testament in 1906 de kapel over aan de kerkfabriek van de Onze-Lieve-Vrouw-Geboorteparochie van Mariakerke. In 1972 werd de kapel bedreigd door de herinrichting van de Beekstraat maar door tussenkomst van de heemkundige kring Marka kon ze van de sloop worden gered.
De kapel werd in 1997 als beschermd monument geklasseerd.